# Mil'na
Il Milna (in russo Мильна?, Mil'na; in giapponese 新知岳?, Shinshiru-dake) è un vulcano somma situato sull'isola di Simušir, nella Grande catena delle Curili (Russia). Appartiene al distretto Kuril'skij dell'oblast' di Sachalin.
Prende il nome da John Milne, geologo e geofisico britannico.
Il Milna, alto 1539 m, 1504 m secondo altre fonti, assieme al Gorjščaja Sopka (891 m) posto a nord-ovest, forma un unico massiccio ed è il punto più alto dell'isola. Si trova nella parte meridionale di Simušir.